# Le Voyage de grand-père
Grandfather's Journey
Le Voyage de grand-père (titre original : Grandfather's Journey) est un album jeunesse écrit et illustré par Allen Say, publié en 1993. 
L'œuvre reçut plusieurs récompenses, dont la médaille Caldecott aux États-Unis en 1994 pour sa version originale et le prix Chronos en 1996 en France pour l'édition française. 

## Synopsis
L'auteur raconte l'histoire de sa famille, et particulièrement celle de son grand-père, partagée entre le Japon et les États-Unis.